# Mantidactylus paidroa
A Mantidactylus paidroa  a kétéltűek (Amphibia) osztályába és  a békák (Anura) rendjébe, az aranybékafélék (Mantellidae) családjába tartozó faj. 

## Előfordulása
Madagaszkár endemikus faja. A sziget keleti-középső részén, csak a Ranomafana Nemzeti Parkban, 1000 m-es tengerszint feletti magasságban figyelték meg.

## Nevének eredete
Nevét a malgas paika (zenei hang) és a roa (kettős) szavakból képezték, utalva jellegzetes énekére.

## Megjelenése
Kis méretű Mantidactylus faj. A megfigyelt két hím mérete 22–22,3 mm, az egyetlen nőstényé 27 mm volt.

## Természetvédelmi helyzete
A vörös lista a veszélyeztetett fajok között tartja nyilván. Egyetlen védett területen, a Ranomafana Nemzeti Parkban fordul elő.